# Стари поредак
Стари режим или стари поредак (француски: Ancien Régime) је назив за монархистички, апсолутистички, социјални и политички систем успостављен у Краљевини Француској у 15. веку. Трајао је до краја 18. века, односно до избијања Француске револуције. У овом периоду Француском су владали краљеви династија Валоа и Бурбон. Термин "Ancien Régime" често се користи да се опише сличан феудално-социјални и политички систем и у другим крајевима Европе. 

## Историја
Француско друштво старог режима било је аристократско. Његове темеље сачињавале су повластице по рођењу и земљишно богатство. Овакав режим поткопавао је развој привреде који је повећавао значај и моћ буржоазије. Становништво је било подељено у три сталежа: свештенство, племство и трећи сталеж (грађанство, трговци, земљорадници и други). У 18. веку долази до напретка позитивних знања и тријумфалног полета филозофије просвећености. Напредак капитализма изазивао је жесток отпор присталицама старог режима, племству и свештенству. Народне слојеве, пре свега сељаштво, притискали су сви терети старог поретка и остаци феудалног система. Француска буржоазија 18. века стварала је филозофију која је одговарала њеној прошлости, улози, интересима, попримајући универзалну вредност и обраћајући се свим Французима. Насупрот новом идеалу, стари поредак је у дефанзиви. Монархија је и даље била по божанском праву; краљ је сматран за Божјег представника на земљи. Луј XVI је коначно предао апсолутну власт у руке аристократије - аристократска револуција. То се збило 1787. године. Пораст становништва и скок цена продубљивали су кризу. Крајем 17. века Француска има око 19 милиона становника, а пред избијање Француске револуције око 25 милиона. Жак Некер у свом делу "Управљање француским финансијама" говори о 24,7 милиона. Криза старог поретка, која се манифестовала кроз многе економске, социјалне и политичке видове, довела је до избијања Француске револуције. 